# 증자 (경영)
증자(增資, increase of capital)는 주식회사에서 자본을 늘리는 것을 말한다. 

## 자금 조달의 방식
기업은 자금을 조달하기 위해 두가지 방법을 사용할 수 있는데, 첫 번째는 타인으로부터 자금을 빌리는 것이고 두 번째는 주식을 새로 발행하는 것이다. 두 방법 모두 회사의 전체 자산을 늘리지만, 전자의 방식은 부채가 늘어나는 반면 후자의 방식은 자본이 늘어나게 된다. 따라서 전자는 '타인 자본의 조달', 후자는 '자기 자본의 조달'이라고 말한다.

## 유상증자와 무상증자
증자에는 회사 자본의 증가와 함께 실질적인 재산 증가를 가져오는 유상증자와, 실질적인 재산이 증가하지 않는 무상증자의 두가지 종류가 있다. 유상증자는 실제 주주들이 주금을 납입하여 신주를 발행하는 것이다. 무상증자는 주금의 납입 없이 준비금을 자본으로 전입하여 즉 회사 돈으로 주식을 발행하여 회계상 자본을 증가시키고 그것을 주주에게 무상으로 나눠주는 것이다.
유상증자는 지분이 희석되기 때문에 증시에서는 악재로 분류된다. 또한 유상증자를 자주 행하는 것은 주주를 존중하지 않는 잡주의 행태로 간주되고 있다.

## 권리락
유상 또는 무상증자를 하고 나면 그만큼 주식 수가 늘어났기 때문에 공급 증가로 주식의 가치가 일시적으로 떨어지게 된다. 이것을 권리락이라고 한다.

## 같이 보기
- 신주발행

## 참고 문헌
- 박문각 시사상식사전
- 매일경제용어사전

이다